# 루손등줄쥐
루손등줄쥐(Chrotomys whiteheadi)는 쥐과에 속하는 설치류의 일종이다. 필리핀에서만 발견된다. 자연 서식지는 아열대 또는 열대 기후 지역의 건조림이다.

## 특징
꼬리 길이 9.5~13.3cm를 제외한 14.4~17.7cm인 보통 크기의 설치류다. 발 길이는 3.6~4cm, 귀 길이는 2.3~2.7cm, 몸무게는 최대 190g이다. 솜털 같은 길고 무성한 털을 갖고 있다. 등쪽은 회색빛 갈색을 띠는 반면에 배쪽은 갈색빛 노랑이다.

## 생태
땅 위에서 주로 생활하는 육상성 동물이다. 낮과 밤에 모두 활동적이다. 벌레와 곤충, 달팽이, 기타 무척추동물을 먹는다.

## 분포 및 서식지
필리핀 루손섬 코르디예라 산맥의 북부와 중부 지역에 널리 분포한다. 해발 925m와 2,700m 사이의 일차림과 이차림, 이끼림에서 서식한다. 농경지와 농장, 논에서도 발견된다.